# Mistrzostwa Świata w Pływaniu na krótkim basenie 2012
11. Mistrzostwa Świata w Pływaniu na krótkim basenie odbyły się od 12 do 16 grudnia 2012 w Stambule, (Turcja).
Stambuł został wybrany na gospodarza Mistrzostw Świata na spotkaniu FINA 12 kwietnia 2008 w Manchesterze. W głosowaniu pokonał Wiedeń.

## Klasyfikacja medalowa
| Miejsce | Państwo           | Złoto | Srebro | Brąz | Razem |
| ------- | ----------------- | ----- | ------ | ---- | ----- |
| 1       | Stany Zjednoczone | 11    | 8      | 8    | 27    |
| 2       | Chiny             | 3     | 5      | 3    | 11    |
| 3       | Węgry             | 3     | 4      | 3    | 10    |
| 4       | Dania             | 3     | 2      | 5    | 10    |
| 5       | Rosja             | 2     | 3      | 4    | 9     |
| 6       | Włochy            | 2     | 3      | 0    | 5     |
| 7       | Niemcy            | 2     | 1      | 1    | 4     |
| 7       | Japonia           | 2     | 1      | 1    | 4     |
| 9       | Litwa             | 2     | 1      | 0    | 3     |
| 10      | Australia         | 1     | 4      | 3    | 8     |
| 11      | Wielka Brytania   | 1     | 2      | 3    | 6     |
| 12      | Południowa Afryka | 1     | 1      | 0    | 2     |
| 13      | Hiszpania         | 1     | 0      | 2    | 3     |
| 14      | Brazylia          | 1     | 0      | 1    | 2     |
| 14      | Nowa Zelandia     | 1     | 0      | 1    | 2     |
| 14      | Polska            | 1     | 0      | 1    | 2     |
| 17      | Białoruś          | 1     | 0      | 0    | 1     |
| 17      | Norwegia          | 1     | 0      | 0    | 1     |
| 17      | Ukraina           | 1     | 0      | 0    | 1     |
| 20      | Jamajka           | 0     | 2      | 0    | 2     |
| 20      | Słowenia          | 0     | 2      | 0    | 2     |
| 22      | Francja           | 0     | 1      | 1    | 2     |
| 23      | Czechy            | 0     | 0      | 1    | 1     |
| 23      | Wyspy Owcze       | 0     | 0      | 1    | 1     |
| 23      | Trynidad i Tobago | 0     | 0      | 1    | 1     |
| Razem   | Razem             | 40    | 40     | 40   | 120   |

## Reprezentacje
W zawodach brały udział 162 reprezentacje narodowe i 958 sportowców.

- Albania
- Angola
- Andora
- Argentyna
- Armenia
- Aruba
- Australia
- Austria
- Azerbejdżan
- Brunei
- Bangladesz
- Barbados
- Białoruś
- Belgia
- Benin
- Boliwia
- Bośnia i Hercegowina
- Botswana
- Brazylia
- Brunei
- Bułgaria
- Burundi
- Kambodża
- Kamerun
- Kanada
- Chiny
- Chińskie Tajpej
- Chile
- Kolumbia
- Komory
- Wyspy Cooka
- Kostaryka
- Wybrzeże Kości Słoniowej
- Chorwacja
- Kuba
- Cypr
- Czechy
- Dżibuti
- Dania
- Dominikana
- Demokratyczna Republika Konga
- Ekwador
- Egipt
- Salwador
- Estonia
- Wyspy Owcze
- Fidżi
- Finlandia
- Francja
- Gruzja
- Niemcy
- Ghana
- Gibraltar
- Wielka Brytania
- Grecja
- Grenada
- Guam
- Gwatemala
- Gwinea
- Gujana
- Honduras
- Hongkong
- Węgry
- Islandia
- Indie
- Indonezja
- Iran
- Irak
- Irlandia
- Izrael
- Włochy
- Jamajka
- Japonia
- Jordania
- Kazachstan
- Kenia
- Kuwejt
- Kirgistan
- Laos
- Łotwa
- Libia
- Liechtenstein
- Litwa
- Lesotho
- Luksemburg
- Makau
- Macedonia Północna
- Madagaskar
- Mali
- Malediwy
- Wyspy Marshalla
- Mauritius
- Meksyk
- Malta
- Mongolia
- Czarnogóra
- Maroko
- Mozambik
- Mjanma
- Namibia
- Nepal
- Holandia
- Nowa Zelandia
- Nikaragua
- Niger
- Nigeria
- Mariany Północne
- Korea Północna
- Norwegia
- Pakistan
- Palau
- Panama
- Papua-Nowa Gwinea
- Paragwaj
- Peru
- Filipiny
- Polska
- Portugalia
- Portoryko
- Katar
- Rumunia
- Rosja
- Saint Lucia
- Saint Vincent i Grenadyny
- Samoa
- Senegal
- Serbia
- Seszele
- Singapur
- Słowacja
- Słowenia
- Somalia
- Południowa Afryka
- Korea Południowa
- Hiszpania
- Sri Lanka
- Sudan
- Syria
- Szwecja
- Szwajcaria
- Tadżykistan
- Tanzania
- Tajlandia
- Togo
- Tonga
- Trynidad i Tobago
- Tunezja
- Turcja (gospodarz)
- Turkmenistan
- Uganda
- Ukraina
- Zjednoczone Emiraty Arabskie
- Stany Zjednoczone
- Urugwaj
- Wenezuela
- Wietnam
- Zambia
- Zimbabwe

### Reprezentacja Polski
|  | Kobiety: - Anna Dowgiert (Śląsk Wrocław) - Agata Magner (Jordan Kraków) - Karolina Szczepaniak (AZS AWF Warszawa) - Alicja Tchórz (Juvenia Wrocław) - Aleksandra Urbańczyk (MKS Trójka Łódź) | Mężczyźni: - Konrad Czerniak (Wisła Puławy) - Radosław Kawęcki (Korner Zielona Góra) - Tomasz Polewka (Ruch Grudziądz) - Michał Poprawa (AZS-AWF Katowice) - Mateusz Sawrymowicz (MKP Szczecin) - Jan Świtkowski (Skarpa Lublin) - Filip Zaborowski (MKP Szczecin) - Karol Zaczyński (AZS-AWF Katowice) |

## Wyniki

### Mężczyźni
| Konkurencja:      | Złoto: | Czas         | Srebro: | Czas     | Brąz: | Czas     |
| Styl dowolny      | |              | |          | |          |
| Mężczyźni 50 m    | Władimir Morozow · Rosja | 20.55 NR     | Florent Manaudou · Francja | 20.88    | Anthony Ervin · Stany Zjednoczone                                                                                             | 20.99    |
| Mężczyźni 100 m   | Władimir Morozow · Rosja | 45.65        | Tommaso D’Orsogna · Australia | 46.80    | Jewgienij Łagunow · Rosja | 46.81    |
| Mężczyźni 200 m   | Ryan Lochte · Stany Zjednoczone | 1:41.92      | Paul Biedermann · Niemcy | 1:42.07  | Conor Dwyer · Stany Zjednoczone                                                                                               | 1:43.78  |
| Mężczyźni 400 m   | Paul Biedermann · Niemcy | 3:39.15      | Hao Yun · Chiny | 3:39.48  | Mads Glæsner · Dania | 3:40.09  |
| Mężczyźni 1500 m  | Mads Glæsner · Dania | 14:30.01     | Gregorio Paltrinieri · Włochy | 14:31.13 | Pál Joensen · Wyspy Owcze | 14:36.93 |
| Styl grzbietowy   | |              | |          | |          |
| Mężczyźni 50 m    | Robert Hurley · Australia | 23.04        | Matt Grevers · Stany Zjednoczone | 23.17    | Stanisław Doniec · Rosja | 23.19    |
| Mężczyźni 100 m   | Matt Grevers · Stany Zjednoczone | 49.89        | Stanisław Doniec · Rosja | 49.91    | Guilherme Guido · Brazylia | 50.50    |
| Mężczyźni 200 m   | Radosław Kawęcki · Polska | 1:48.48      | Ryan Lochte · Stany Zjednoczone | 1:48.50  | Ryan Murphy · Stany Zjednoczone                                                                                               | 1:48.86  |
| Styl klasyczny    | |              | |          | |          |
| Mężczyźni 50 m    | Aleksander Hetland · Norwegia | 26.30        | Damir Dugonjič · Słowenia | 26.32    | Florent Manaudou · Francja | 26.33    |
| Mężczyźni 100 m   | Fabio Scozzoli · Włochy | 57.10        | Damir Dugonjič · Słowenia | 57.32    | Kevin Cordes · Stany Zjednoczone                                                                                              | 57.83    |
| Mężczyźni 200 m   | Dániel Gyurta · Węgry | 2:01.35 CR   | Michael Jamieson · Wielka Brytania | 2:03.00  | Wiaczesław Sińkiewicz · Rosja                                                                                                 | 2:03.08  |
| Styl motylkowy    | |              | |          | |          |
| Mężczyźni 50 m    | Nicholas Santos · Brazylia | 22.22 CR     | Chad le Clos · Południowa Afryka | 22.26    | Tom Shields · Stany Zjednoczone                                                                                               | 22.46 NR |
| Mężczyźni 100 m   | Chad le Clos · Południowa Afryka | 48.82 CR, AF | Tom Shields · Stany Zjednoczone | 49.54    | Ryan Lochte · Stany Zjednoczone                                                                                               | 49.59    |
| Mężczyźni 200 m   | Kazuya Kaneda · Japonia | 1:51.01 CR   | László Cseh · Węgry | 1:51.66  | Nikołaj Skworcow · Rosja | 1:52.33  |
| Styl zmienny      | |              | |          | |          |
| Mężczyźni 100 m   | Ryan Lochte · Stany Zjednoczone | 51.21        | Kenneth To · Australia | 51.38    | George Bovell · Trynidad i Tobago                                                                                             | 51.66    |
| Mężczyźni 200 m   | Ryan Lochte · Stany Zjednoczone | 1:49.63 WR   | Daiya Seto · Japonia | 1:52.80  | László Cseh · Węgry | 1:52.89  |
| Mężczyźni 400 m   | Daiya Seto · Japonia | 3:59.15 AS   | László Cseh · Węgry | 4:00.50  | Dávid Verrasztó · Węgry | 4:02.87  |
| Styl dowolny      | |              | |          | |          |
| Mężczyźni 4x100 m | Stany Zjednoczone · Anthony Ervin (47.28) · Ryan Lochte (45.64) · Jimmy Feigen (47.25) · Matt Grevers (46.23) · Garrett Weber-Gale · Tyler Reed               | 3:06.40      | Włochy · Luca Dotto (46.84) · Marco Orsi (45.94) · Michele Santucci (47.46) · Filippo Magnini (46.83)                                                             | 3:07.07  | Australia · Tommaso D’Orsogna (46.68) · Kyle Richardson (46.92) · Travis Mahoney (47.32) · Kenneth To (46.35)                 | 3:07.27  |
| Mężczyźni 4x200 m | Stany Zjednoczone · Ryan Lochte (1:41.17) · Conor Dwyer (1:43.04) · Michael Klueh (1:43.04) · Matt McLean (1:43.99) · Garrett Weber-Gale · Michael Weiss      | 6:51.40      | Australia · Tommaso D’Orsogna (1:42.49) · Jarrod Killey (1:42.82) · Kyle Richardson (1:44.59) · Robert Hurley (1:42.39) · Travis Mahoney                          | 6:52.29  | Niemcy · Paul Biedermann (1:41.93) · Dimitri Colupaev (1:42.96) · Christoph Fildebrandt (1:45.40) · Yannick Lebherz (1:42.93) | 6:53.22  |
| Styl zmienny      | |              | |          | |          |
| Mężczyźni 4x100 m | Stany Zjednoczone · Matt Grevers (50.00) · Kevin Cordes (57.15) · Tom Shields (48.66) · Ryan Lochte (45.22) · Ryan Murphy · Mihail Alexandrov · Anthony Ervin | 3:21.03      | Rosja · Stanisław Doniec (50.10) · Wiaczesław Sińkiewicz (57.54) · Nikołaj Skworcow (50.27) · Władimir Morozow (44.95) · Wiaczesław Prudnikow · Jewgienij Łagunow | 3:22.86  | Australia · Robert Hurley (50.44) · Kenneth To (57.44) · Grant Irvine (50.75) · Tommaso D’Orsogna (46.14) · Kyle Richardson   | 3:24.77  |

### Kobiety
| Konkurencja:    | Złoto: | Czas           | Srebro: | Czas       | Brąz: | Czas    |
| Styl dowolny    | |                | |            | |         |
| Kobiety 50 m    | Alaksandra Hierasimienia · Białoruś | 23.64          | Francesca Halsall · Wielka Brytania | 23.87      | Jeanette Ottesen Gray · Dania | 24.00   |
| Kobiety 100 m   | Britta Steffen · Niemcy | 52.31          | Megan Romano · Stany Zjednoczone | 52.48      | Tang Yi · Chiny | 52.73   |
| Kobiety 200 m   | Allison Schmitt · Stany Zjednoczone | 1:53.59        | Katinka Hosszú · Węgry | 1:54.31    | Melanie Costa Schmid · Hiszpania | 1:54.45 |
| Kobiety 400 m   | Melanie Costa Schmid · Hiszpania | 4:01.18        | Chloe Sutton · Stany Zjednoczone | 4:01.20    | Lauren Boyle · Nowa Zelandia | 4:01.24 |
| Kobiety 800 m   | Lauren Boyle · Nowa Zelandia | 8:08.62 OC     | Lotte Friis · Dania | 8:10.99    | Chloe Sutton · Stany Zjednoczone | 8:15.53 |
| Styl grzbietowy | |                | |            | |         |
| Kobiety 50 m    | Zhao Jing · Chiny | 25.95 CR       | Olivia Smoliga · Stany Zjednoczone | 26.13 NR   | Aleksandra Urbańczyk · Polska | 26.50   |
| Kobiety 100 m   | Olivia Smoliga · Stany Zjednoczone | 56.64          | Mie Østergaard Nielsen · Dania | 57.07 NR   | Simona Baumrtová · Czechy | 57.18   |
| Kobiety 200 m   | Daryna Zewina · Ukraina | 2:02.24        | Bonnie Brandon · Stany Zjednoczone | 2:03.19    | Duane Da Rocha Marcé · Hiszpania | 2:04.15 |
| Styl klasyczny  | |                | |            | |         |
| Kobiety 50 m    | Rūta Meilutytė · Litwa | 29.44 CR, ER   | Alia Atkinson · Jamajka | 29.67      | Sarah Katsoulis · Australia | 29.94   |
| Kobiety 100 m   | Rūta Meilutytė · Litwa | 1:03.52 CR, ER | Alia Atkinson · Jamajka | 1:03.80 NR | Rikke Møller Pedersen · Dania | 1:04.05 |
| Kobiety 200 m   | Rikke Møller Pedersen · Dania | 2:16.08 CR     | Laura Sogar · Stany Zjednoczone | 2:16.93    | Kanako Watanabe · Japonia | 2:19.39 |
| Styl motylkowy  | |                | |            | |         |
| Kobiety 50 m    | Lu Ying · Chiny | 25.14          | Jiao Liuyang · Chiny | 25.23      | Jeanette Ottesen Gray · Dania | 25.55   |
| Kobiety 100 m   | Ilaria Bianchi · Włochy | 56.13          | Liu Zige · Chiny | 56.58      | Jemma Lowe · Wielka Brytania | 56.66   |
| Kobiety 200 m   | Katinka Hosszú · Węgry | 2:02.20 CR, ER | Jiao Liuyang · Chiny | 2:02.28    | Jemma Lowe · Wielka Brytania | 2:03.19 |
| Styl zmienny    | |                | |            | |         |
| Kobiety 100 m   | Katinka Hosszú · Węgry | 58.49 CR       | Rūta Meilutytė · Litwa | 58.79 NR   | Zhao Jing · Chiny | 58.80   |
| Kobiety 200 m   | Ye Shiwen · Chiny | 2:04.64 CR     | Katinka Hosszú · Węgry | 2:04.72    | Hannah Miley · Wielka Brytania | 2:07.12 |
| Kobiety 400 m   | Hannah Miley · Wielka Brytania | 4:23.14 CR, ER | Ye Shiwen · Chiny | 4:23.33 AS | Katinka Hosszú · Węgry | 4:25.95 |
| Styl dowolny    | |                | |            | |         |
| Kobiety 4x100 m | Stany Zjednoczone · Megan Romano (52.86) · Jessica Hardy (53.32) · Lia Neal (52.44) · Allison Schmitt (52.39) · Shannon Vreeland · Olivia Smoliga | 3:31.01        | Australia · Angie Bainbridge (53.04) · Marieke Guehrer (52.32) · Brianna Throssell (54.19) · Sally Foster (53.35)                                                                  | 3:32.90    | Dania · Mie Østergaard Nielsen (53.07) · Pernille Blume (53.61) · Kelly Rasmussen (54.59) · Jeanette Ottesen (52.24)                                               | 3:33.51 |
| Kobiety 4x200 m | Stany Zjednoczone · Megan Romano (1:56.03) · Chelsea Chenault (1:54.78) · Shannon Vreeland (1:55.43) · Allison Schmitt (1:53.01) · Jasmine Tosky  | 7:39.25        | Rosja · Wieronika Popowa (1:55.36) · Jelena Sokołowa (1:55.61) · Darja Bielakina (1:55.73) · Ksienija Juśkowa (1:56.07)                                                            | 7:42.77    | Chiny · Qiu Yuhan (1:57.30) · Pang Jiaying (1:56.72) · Guo Junjun (1:55.91) · Tang Yi (1:53.33) · Wang Fei                                                         | 7:43.26 |
| Styl zmienny    | |                | |            | |         |
| Kobiety 4x100 m | Dania · Mie Østergaard Nielsen (56.73) · Rikke Møller Pedersen (1:03.48) · Jeanette Ottesen Gray (56.49) · Pernille Blume (53.17)                 | 3:49.87        | Australia · Rachel Goh (58.16) · Sarah Katsoulis (1:03.89) · Marieke Guehrer (56.36) · Angie Bainbridge (52.47) · Grace Loh · Samantha Marshall · Brianna Throssell · Sally Foster | 3:50.88    | Stany Zjednoczone · Olivia Smoliga (57.25) · Jessica Hardy (1:04.61) · Claire Donahue (57.67) · Megan Romano (51.90) · Laura Sogar · Christine Magnuson · Lia Neal | 3:51.43 |